# Tom Vandendriessche
Tom Vandendriessche (ur. 27 października 1978 w Leuven) – belgijski i flamandzki polityk, deputowany do Parlamentu Europejskiego IX i X kadencji.

## Życiorys
Uzyskał licencjat z nauk politycznych i magisterium z ekonomii. Kształcił się na Uniwersytecie w Gandawie. Pracował m.in. jako w instytucji zajmującej się audytem, prowadził też własną działalność gospodarczą. Od lat 90. związany z Blokiem Flamandzkim i następnie z Interesem Flamandzkim. W trakcie VIII kadencji Europarlamentu został pracownikiem frakcji Europa Narodów i Wolności, objął funkcję jej rzecznika prasowego.
W 2019 kandydował do Parlamentu Europejskiego na liście zastępców poselskich. Mandat europosła IX kadencji uzyskał przed jej rozpoczęciem, gdy wybrana Patsy Vatlet odmówiła jego objęcia. Z powodzeniem ubiegał się o reelekcję w 2024.